# Cheiridopsis gamoepensis
Cheiridopsis gamoepensis är en isörtsväxtart som beskrevs av Steven A. Hammer. Cheiridopsis gamoepensis ingår i släktet Cheiridopsis och familjen isörtsväxter. Inga underarter finns listade i Catalogue of Life.